# Charentilly
Charentilly – miejscowość i gmina we Francji, w Regionie Centralnym, w departamencie Indre i Loara.
Według danych na rok 1990 gminę zamieszkiwało 855 osób, a gęstość zaludnienia wynosiła 61 osób/km² (wśród 1842 gmin Regionu Centralnego Charentilly plasuje się na 466. miejscu pod względem liczby ludności, natomiast pod względem powierzchni na miejscu 935.).